# Dioscorea knuthiana
Dioscorea knuthiana är en enhjärtbladig växtart som beskrevs av De Wild. Dioscorea knuthiana ingår i släktet Dioscorea och familjen Dioscoreaceae. Inga underarter finns listade i Catalogue of Life.